# مواد كهروحرارية
تُظهر المواد الكهروحرارية Thermoelectric materials التأثير الحراري الكهربائي في شكل قوي أو مناسب، بخلاف باقي المواد التي يكون مثل هذا التأثير فيها ضعيف للغاية.
يشير التأثير الحراري الكهربائي أو الظاهرة الكهروحرارية إلى الظواهر التي يؤدي فيها الفرق في درجة الحرارة إلى خلق جهد كهربائي أو يؤدي فيها التيار الكهربائي إلى خلق فرق في درجة الحرارة. تُعرف هذه الظواهر على وجه التحديد باسم تأثير سيبيك (إنشاء جهد بسبب فرق في درجات الحرارة)، وتأثير بيلتييه (إنتاج تدفق الحرارة باستخدام تيار كهربائي)، وتأثير تومسون (التسخين أو التبريد العكسي داخل موصل عندما يكون هناك تيار كهربائي وتدرج في درجة الحرارة). في حين أن جميع المواد تتأثر بتغير درجة الحرارة أو تتغير درجة حرارته عند تطبيق فرق جهد عليها، أي أن لها تأثير حراري كهربائي غير صفري، إلا أنه في معظم المواد يكون ذلك التأثير صغيرًا جدًا بحيث لا يكون مفيدًا. أما المواد منخفضة التكلفة التي تتمتع بتأثير حراري كهربائي قوي بدرجة كافية (وغيرها من الخصائص المطلوبة) فهي ما يُطلق عليها "مواد كهروحرارية"، وتؤخذ في الاعتبار أيضًا في العديد من التطبيقات بما في ذلك توليد الطاقة والتبريد. المادة الكهروحرارية الأكثر استخدامًا تعتمد على تيلوريد البزموت (Bi2Te3).
تُستخدم المواد الكهروحرارية في الأنظمة الحرارية الكهربائية للتبريد أو التدفئة في التطبيقات المتخصصة، ويجري دراستها كوسيلة لإعادة إنتاج الكهرباء من الحرارة المهدرة. لا يزال البحث في هذا المجال مدفوعًا بتطوير المواد، في المقام الأول لتحسين النقل والخصائص الحرارية الكهربائية.

## الجدارة الحرارية الكهربائية
يمكن تحديد فائدة مادة ما في الأنظمة الحرارية الكهربائية من خلال كفاءة الجهاز device efficiency. ويمكن تحديد ذلك من خلال الموصلية الكهربائية للمادة ( σ )، والموصلية الحرارية ( κ )، ومعامل سيبيك (S)، والتي تتغير مع درجة الحرارة ( T ). يجري تحديد الحد الأقصى لكفاءة عملية تحويل الطاقة (لكل من توليد الطاقة والتبريد) عند نقطة درجة حرارة معينة في المادة من خلال رقم الجدارة figure of merit للمواد الحرارية الكهربائية {\displaystyle zT} ، والذي يُعطى بالعلاقة التالية: {\displaystyle zT={\sigma S^{2}T \over \kappa }.}

### كفاءة الجهاز
كفاءة الجهاز الحراري الكهربائي لتوليد الكهرباء تعطى بواسطة {\displaystyle \eta } ، كما هو محدد {\displaystyle \eta ={{\text{energy provided to the load}} \over {\text{heat energy absorbed at hot junction}}}.}
يُوصف الحد الأقصى لكفاءة الجهاز الحراري الكهربائي عادةً من حيث رقم جدارة الجهاز {\displaystyle ZT} حيث يمكن تحديد الحد الأقصى لكفاءة الجهاز تقريبًا بواسطة العلاقة التالية: {\displaystyle \eta _{\mathrm {max} }={T_{\rm {H}}-T_{\rm {C}} \over T_{\rm {H}}}{{\sqrt {1+Z{\bar {T}}}}-1 \over {\sqrt {1+Z{\bar {T}}}}+{T_{\rm {C}} \over T_{\rm {H}}}},} حيث {\displaystyle T_{\rm {H}}} هي درجة الحرارة الثابتة عند الوصلة الساخنة،
و{\displaystyle T_{\rm {C}}} هي درجة الحرارة الثابتة عند السطح الذي يجري تبريده،
و {\displaystyle {\bar {T}}} هو متوسط {\displaystyle T_{\rm {H}}} و {\displaystyle T_{\rm {C}}}.
وتكون معادلة الكفاءة القصوى هذه دقيقة عندما تكون الخصائص الحرارية الكهربائية مستقلة عن درجة الحرارة.
بالنسبة لساق من مادة كهروحرارية، يمكن حساب كفاءة الجهاز من خلال الخصائص المعتمدة على درجة الحرارة S و κ و σ وتدفق الحرارة والتيار الكهربائي عبر المادة. في جهاز حراري كهربائي فعلي، يُستخدم مادتين (عادةً ما تكون واحدة من النوع n والأخرى من النوع p) مع وصلات معدنية. يمكن حساب الحد الأقصى للكفاءة {\displaystyle \eta _{\mathrm {max} }} من حساب كفاءة كلا الساقين والفقد الكهربي والحراري من التوصيلات والمحيط.
بتجاهل هذه المفاقيد والاعتماد على درجات الحرارة في S و κ و σ ، فإن التقدير غير الدقيق لـ {\displaystyle ZT} يمكن حسابه بواسطة العلاقة التالية: {\displaystyle Z{\bar {T}}={(S_{p}-S_{n})^{2}{\bar {T}} \over [(\rho _{n}\kappa _{n})^{1/2}+(\rho _{p}\kappa _{p})^{1/2}]^{2}}} حيث: {\displaystyle \rho } هي المقاومة الكهربائية، ويجري حساب متوسط الخصائص على مدى نطاق درجة الحرارة؛ تشير الرموز السفلية n وp إلى الخصائص المتعلقة بالمواد الحرارية الكهربائية شبه الموصلة من النوع n وp، على التوالي. فقط عندما يكون للعناصر n و p نفس الخصائص المستقلة عن درجة الحرارة ( {\displaystyle S_{p}=-S_{n}} ) يكون {\displaystyle Z{\bar {T}}=z{\bar {T}}} .
نظرًا لأن الأجهزة الحرارية الكهربائية عبارة عن محركات حرارية، فإن كفاءتها محدودة بكفاءة دورة كارنو {\displaystyle {\frac {T_{\rm {H}}-T_{\rm {C}}}{T_{\rm {H}}}}} ، العامل الأول في {\displaystyle \eta _{\mathrm {max} }} ، بينما {\displaystyle ZT} و {\displaystyle zT} يحددان الحد الأقصى لعكس العملية الحرارية الديناميكية كُليًا ومحليًا على التوالي. بغض النظر عن ذلك، يتراوح معامل أداء الثلاجات الحرارية الكهربائية التجارية الحالية من 0.3 إلى 0.6، وهو سدس قيمة ثلاجات ضغط البخار التقليدية.

### معامل القدرة
في كثير من الأحيان يُذكر معامل القدرة الحرارية الكهربائية لمادة كهروحرارية، والذي يمكن حسابه بواسطة العلاقة التالية: {\displaystyle \mathrm {Power~factor} =\sigma S^{2}[W/m/K^{2}]} حيث S هو معامل سيبيك ، و σ هي الموصلية الكهربائية.
على الرغم من أنه غالبًا ما يُزعم أن أجهزة الطاقة الحرارية التي تحتوي على مواد ذات معامل قدرة أعلى قادرة على "توليد" المزيد من الطاقة (تحريك المزيد من الحرارة أو استخراج المزيد من الطاقة من هذا الفرق في درجة الحرارة)، فإن هذا صحيح فقط بالنسبة للجهاز الكهربي الحراري ذو الهندسة الثابتة ومصدر الحرارة والتبريد غير المحدود. إذا أمكن تصميم هندسة الجهاز بشكل مثالي للتطبيق المحدد، فسوف تعمل المواد الحرارية الكهربائية بأقصى كفاءتها والتي يمكن تحديدها من خلال {\displaystyle zT} وليس {\displaystyle \sigma S^{2}}.

### كيفية اختيار المواد
للحصول على كفاءة جيدة، هناك حاجة إلى مواد ذات موصلية كهربائية عالية وموصلية حرارية منخفضة ومعامل سيبيك مرتفع.

#### كثافة حالة الإلكترون: المعادن مقابل أشباه الموصلات
يوفر بنية النطاق الإلكتروني band structure لأشباه الموصلات تأثيرات حرارية كهربائية أفضل من الهيكل الشريطي للمعادن.
ففي أشباه الموصلات تكون طاقة فيرمي تقع أسفل نطاق التوصيل مما يجعل كثافة الحالة غير متماثلة حول طاقة فيرمي. لذلك، فإن متوسط طاقة الإلكترون في نطاق التوصيل أعلى من طاقة فيرمي، مما يجعل النظام مناسبًا لحركة الشحنة إلى حالة طاقة أقل. وعلى النقيض من ذلك، فإن طاقة فيرمي تكمن في نطاق التوصيل في المعادن. يؤدي هذا إلى جعل كثافة الحالة متماثلة حول طاقة فيرمي بحيث تكون طاقة التوصيل المتوسطة للإلكترون قريبة من طاقة فيرمي، مما يقلل من القوى الدافعة لنقل الشحنة. لذلك، تعتبر أشباه الموصلات مواد كهروحرارية مثالية.

#### الموصلية
في معادلات الكفاءة أعلاه، تتنافس الموصلية الحرارية والموصيلة الكهربية.
تتكون الموصلية الحرارية κ في المواد الصلبة البلورية بشكل أساسي من مكونين:
κ = κ إلكترون + κ فونون
وفقًا لقانون فيدمان-فرانز Wiedemann–Franz law، كلما زادت الموصلية الكهربائية، زادت قيمة الإلكترونκ. وهكذا فإن نسبة التوصيل الحراري إلى التوصيل الكهربائي في المعادن ثابتة تقريباً، حيث يهيمن الجزء الإلكتروني. في أشباه الموصلات، يعتبر جزء الفونون مهمًا ولا يمكن إهماله، حيث يقلل من الكفاءة. للحصول على كفاءة جيدة، تكون النسبة المنخفضة من الفونونκ إلى الإلكترونκ مطلوبة.
لذلك، من الضروري تقليل فونونκ والحفاظ على الموصلية الكهربائية عالية. وبالتالي، ينبغي أن تكون أشباه الموصلات مشبعة بدرجة عالية highly doped.
اقترح GA Slack  أنه من أجل تحسين رقم الجدارة، يجب أن تتعرض الفونونات، المسؤولة عن التوصيل الحراري، للمادة كزجاج (تتعرض لدرجة عالية من تشتت الفونون - مما يقلل من التوصيل الحراري) بينما يجب أن تتعرض لها الإلكترونات كبلورة (تتعرض لتشتت ضئيل للغاية - مما يحافظ على التوصيل الكهربائي): يُطلق على هذا المفهوم بلورة الإلكترون الزجاجية الفونونية. يمكن تحسين رقم الجدارة من خلال التعديل المستقل لهذه الخصائص.

#### معامل الجودة
الحد الأقصى لـ {\displaystyle Z{\bar {T}}} لمادةٍ ما يمكن تحديده بواسطة معامل الجودة للمادة
{\displaystyle B={\frac {2k_{\rm {B}}^{2}\hbar }{3\pi }}{\frac {N_{\rm {v}}C_{\rm {l}}}{m_{\rm {l}}^{*}\Xi ^{2}\kappa _{\rm {L}}}}T}
حيث: {\displaystyle k_{\rm {B}}} هو ثابت بولتزمان،
{\displaystyle \hbar } هو ثابت بلانك المخفض،
{\displaystyle N_{\rm {v}}} هو عدد الوديان المتدهورة للنطاق degenerated valleys for the band،
{\displaystyle C_{\rm {l}}} هو متوسط وحدات المرونة الطولية،
{\displaystyle m_{\rm {l}}^{*}} هي الكتلة الفعالة بالقصور الذاتي،
{\displaystyle \Xi } هو معامل جهد التشوه،
{\displaystyle \kappa _{\rm {L}}} هي التوصيل الحراري الشبكي،
و {\displaystyle T} هي درجة الحرارة.
رقم الجدارة {\displaystyle Z{\bar {T}}} ، يعتمد على تركيز الشوائب doping concentration ودرجة حرارة المادة المطلوبة.
عامل جودة المواد {\displaystyle B} يُعد مفيدًا لأنه يسمح بإجراء مقارنة جوهرية للكفاءة المحتملة بين المواد المختلفة. تظهر هذه العلاقة أن تحسين المكون الإلكتروني {\displaystyle {\frac {N_{\rm {v}}}{m_{\rm {l}}^{*}\Xi ^{2}}}} ، والتي تؤثر في المقام الأول على معامل سيبيك، ستؤدي إلى زيادة عامل جودة المادة. يمكن إنشاء كثافة كبيرة من الحالات بسبب وجود عدد كبير من النطاقات الموصلة ( {\displaystyle N_{\rm {v}}} ) أو عن طريق نطاقات مسطحة تعطي كتلة فعالة عالية النطاق ( {\displaystyle m_{\rm {b}}^{*}} ). للمواد المتجانسة isotropic يكون {\displaystyle m_{\rm {b}}^{*}=m_{\rm {l}}^{*}}. لذلك، فمن المرغوب فيه أن يكون للمواد الكهروحرارية انحلال وادي valley degeneracy مرتفع في بنية نطاق حادة للغاية. وتعتبر الميزات المعقدة الأخرى للهيكل الإلكتروني مهمة. يمكن قياسها جزئيًا باستخدام دالة اللياقة الإلكترونية electronic fitness function.

## مواد ذات أهمية
تتضمن الاستراتيجيات الرامية إلى تحسين الأداء الحراري الكهربائي كلاً من المواد السائبة المتقدمة واستخدام الأنظمة منخفضة الأبعاد. تندرج مثل هذه الأساليب لتقليل التوصيل الحراري للشبكة تحت ثلاثة أنواع عامة من المواد: (1) السبائك : تخلق عيوبًا نقطية أو فراغات أو هياكل خشخشة (أنواع الأيونات الثقيلة ذات السعات الاهتزازية الكبيرة الموجودة داخل المواقع الهيكلية المملوءة جزئيًا) لتشتيت الفونونات داخل بلورة الخلية الوحدوية؛ (2) البلورات المعقدة: تفصل زجاج الفونون عن بلورة الإلكترون باستخدام طرق مماثلة لتلك المستخدمة في الموصلات الفائقة (يجب أن تكون المنطقة المسؤولة عن نقل الإلكترون عبارة عن بلورة إلكترونية لأشباه الموصلات عالية الحركة، بينما يجب أن يحتوي زجاج الفونون بشكل مثالي على هياكل غير منظمة وشوائب عامل إشابة دون تعطيل بلورة الإلكترون، على غرار خزان الشحنة في الموصلات الفائقة عالية المعامل الحراري high-Tc )؛ (3) مركبات النانو متعددة الأطوار: تبعثر الفونونات عند واجهات المواد النانوية، سواء كانت مركبات مختلطة أو شبكات فائقة من الأغشية الرقيقة.
تشمل المواد قيد الدراسة لتطبيقات الأجهزة الحرارية الكهربائية ما يلي:

### كالكوجينيدات البزموت وبنيتها النانوية
مواد مثل تيلوريد البزموت Bi2Te3 و Bi2Se3 و تُعد من أفضل المواد الكهروحرارية الكهربائية أداءً في درجة حرارة الغرفة مع معامل الجدارة المستقل عن درجة الحرارة، ZT، بين 0.8 و1.0. بناء هذه المواد على شكل نانوي لإنتاج بنية شبكية فائقة الطبقات المتناوبة من Bi2Te3 و Sb2Te3 تُنتج جهازًا يتمتع بموصلية كهربائية جيدة ولكن عموديًا على الموصلية الحرارية الضعيفة. النتيجة هي ZT مُحسنة (حوالي 2.4 في درجة حرارة الغرفة للنوع p). لاحظ أن هذه القيمة العالية لـ ZT لم يمكن تأكيدها بشكل مستقل بسبب المتطلبات المعقدة لنمو مثل هذه الشبكات الفائقة وتصنيع الأجهزة؛ ومع ذلك فإن قيم ZT المادية تتوافق مع أداء مبردات النقاط الساخنة المصنوعة من هذه المواد والتي أمكن التحقق من صحتها في مختبرات Intel.
تُعد تيلوريد البزموت ومحاليلها الصلبة مواد كهروحرارية جيدة في درجة حرارة الغرفة وبالتالي فهي مناسبة لتطبيقات التبريد عند حوالي 300 كلفن. وقد استُخدمت طريقة تشوخرالسكي Czochralski لتكوين مركبات تيلوريد البزموت أحادية البلورة. يمكن الحصول على هذه المركبات عادة عن طريق التصلب الاتجاهي من عمليات الصهر أو مسحوق المعادن. إن المواد المنتجة بهذه الطرق لها كفاءة أقل من المواد البلورية المفردة بسبب التوجه العشوائي لحبيبات البلورة، ولكن خصائصها الميكانيكية متفوقة وحساسيتها للعيوب الهيكلية والشوائب أقل بسبب تركيز الناقل الأمثل العالي.
يمكن الحصول على تركيز الناقل المطلوب عن طريق اختيار تركيبة غير متكافئة، والتي يمكن تحقيقها عن طريق إدخال ذرات البزموت أو التيلوريوم الزائدة إلى المصهور الأولي أو عن طريق الشوائب. بعض الشوائب المحتملة هي الهالوجينات وذرات المجموعة الرابعة والخامسة. بسبب فجوة النطاق الصغيرة (0.16 إلكترون فولت) فإن Bi2Te3 متحلل جزئيًا ويجب أن يكون مستوى فيرمي المقابل قريبًا من الحد الأدنى لنطاق التوصيل عند درجة حرارة الغرفة. يشير حجم فجوة النطاق إلى أن Bi2Te3 يحتوي على تركيز عالي من الناقلات الداخلية. لذلك، لا يمكن إهمال توصيل ناقل الأقلية في حالة الانحرافات المتكافئة الصغيرة. يقتصر استخدام مركبات التيلورايد بسبب سُمية وندرة التيلوريوم.

### التلورييدات الرصاصية
أظهر هيرمانز وآخرون (2008) أن سبيكة تيلوريد الرصاص الممزوجة بالثاليوم (PbTe) تحقق قيمة ZT تبلغ 1.5 عند 773 كلفن. وفي وقت لاحق، ذكر سنايدر وآخرون (2011) عن قيمة ZT~1.4 عند 750 كلفن في سبيكة PbTe الممزوجة بالصوديوم، وقيمة ZT~1.8 عند 850 كلفن في سبيكة PbTe1−xSex الممزوجة بالصوديوم. توصلت مجموعة سنايدر إلى أن كل من الثاليوم والصوديوم يغيران البنية الإلكترونية للبلورة مما يزيد من التوصيل الإلكتروني. وذكروا أيضًا أن السيلينيوم يزيد من التوصيل الكهربائي ويقلل من التوصيل الحراري.
في عام 2012، استخدم فريق آخر تيلورايد الرصاص لتحويل الحرارة المهدرة إلى كهرباء، فبلغت قيمة ZT قرابة 2.2، والتي تُعد أعلى قيمة نُشر عنها حتى الآن.

### الكلاثرات غير العضوية
تحتوي الكلاثراتات غير العضوية على الصيغة العامة AxByC46-y (النوع الأول) و AxByC136-y (النوع الثاني)، حيث B و C هما عناصر المجموعة الثالثة والرابعة على التوالي، والتي تشكل الإطار حيث يتم تغليف ذرات A "الضيفة" (فاز قلوي أو فلز قلوي ترابي) في متعددي وجوه مختلفين يواجهان بعضهما البعض. الفرق بين النوعين الأول والثاني يأتي من عدد وحجم الفراغات الموجودة في خلايا الوحدة الخاصة بهم. تعتمد خصائص النقل على خصائص الإطار، ولكن الضبط ممكن عن طريق تغيير الذرات "الضيفة".
الطريقة الأكثر مباشرة لتجميع وتحسين الخصائص الكهروحرارية للنوع الأول من الكلاثرات شبه الموصلة هي التنشيط الاستبدالي substitutional doping، حيث يُستبدل بعض ذرات الإطار بذرات تنشيط. dopant بالإضافة إلى ذلك، جرى استخدام تقنيات مسحوق المعادن ونمو البلورات في تركيب الكلاثرات. إن الخصائص البنيوية والكيميائية للكلاثرات تمكن من تحسين خصائص نقلها كدالة للقياس الكمي. يسمح هيكل المواد من النوع الثاني بملء جزئي للمتعدد السطوح، مما يتيح ضبطًا أفضل للخصائص الكهربائية وبالتالي التحكم بشكل أفضل في مستوى الشوائب. يمكن تصنيع المتغيرات المملوءة جزئيًا على أنها شبه موصلة أو حتى عازلة.
تنبأ بليك وآخرون بأن ZT~0.5 عند درجة حرارة الغرفة وZT~1.7 عند 800 كلفن للحصول على تركيبات مثالية. قام كوزنيتسوف وآخرون بقياس المقاومة الكهربائية ومعامل سيبيك لثلاثة أنواع مختلفة من الكلاثرات من النوع الأول فوق درجة حرارة الغرفة ومن خلال تقدير التوصيل الحراري في درجات الحرارة المرتفعة من بيانات درجات الحرارة المنخفضة المنشورة، حصلوا على ZT~0.7 عند 700 كلفن لـ Ba8Ga16Ge30 و ZT~0.87 عند 870 كلفن لـ Ba8Ga16Si30.

### مركبات الماغنيسيوم وعناصر المجموعة 14
تعتبر مركبات Mg2BIV (B14=Si, Ge, Sn) ومحاليلها الصلبة مواد كهروحرارية جيدة وقيم ZT الخاصة بها قابلة للمقارنة مع تلك الخاصة بالمواد المعروفة. تعتمد طرق الإنتاج المناسبة على الصهر المباشر، ولكن أمكن أيضًا استخدام السبائك الميكانيكية. أثناء عملية التخليق، يجب أن يؤخذ في الاعتبار فقد المغنيسيوم بسبب التبخر وانفصال المكونات (خاصة بالنسبة لـ Mg2Sn). يمكن لطرق التبلور الموجهة أن تنتج بلورات مفردة من Mg2Si ، ولكنها تمتلك بشكل جوهري موصلية من النوع n، ويتطلب الأمر التشويب، على سبيل المثال باستخدام Sn أو Ga أو Ag أو Li، لإنتاج مادة من النوع p وهي مطلوبة لجهاز حراري كهربائي فعال. يجب أن يجري تسخين المحاليل الصلبة والمركبات ذات الشوائب لإنتاج عينات متجانسة - بنفس الخصائص في جميع الأنحاء. عند 800 كلفن، ذُكر أن Mg2Si0.55−xSn0.4Ge0.05Bix لها رقم جدارة يبلغ حوالي 1.4، وهو أعلى رقم ذُكر على الإطلاق لهذه المركبات.

### المواد الكهروحرارية المصنوعة من مادة سكوتيروديت
تحتوي السكوتاروديتات على تركيبة كيميائية LM4X12 ، حيث L هو عنصر أرضي نادر (مكون اختياري)، و M هو معدن انتقالي ، و X هو شبه فلز ، أو عنصر من عناصر المجموعة الخامسة أو بنيكتوجين مثل الفوسفور أو الإنتيمون أو الزرنيخ. تظهر هذه المواد ZT>1.0 ويمكن استخدامها في الأجهزة الحرارية الكهربائية متعددة المراحل.
تحتوي هذه المواد غير المملوءة على فراغات يمكن ملؤها بأيونات ذات تنسيق منخفض (عادةً عناصر أرضية نادرة) لتقليل التوصيل الحراري عن طريق إنتاج مصادر لتشتت الفونون الشبكي، دون تقليل التوصيل الكهربائي. من الممكن أيضًا تقليل التوصيل الحراري في مواد السكوتيروديت دون ملء هذه الفراغات باستخدام بنية خاصة تحتوي على مسام نانوية وميكروية.
تعمل وكالة ناسا على تطوير مولد حراري كهربائي بطارية النظائر المشعة متعددة المهام متعدد المهام يعمل بالنظائر المشعة، حيث تتكون أجهزة التسخين من مادة سكوتيروديت، والتي يمكنها العمل مع فرق درجة حرارة أصغر من التصميمات الحالية المصنوعة من التيلوريوم. وهذا يعني أن مولد حراري كهربائي RTG مماثل سوف يولد طاقة أكثر بنسبة 25% في بداية المهمة، وما لا يقل عن 50% بعد سبعة عشر عامًا. تأمل وكالة ناسا استخدام التصميم في مهمة نيوفرونتيرز القادمة.

### المواد الكهروحرارية الأكسيدية
مركبات الأكسيد المتجانسة (مثل تلك التي على شكل (SrTiO3
SrTiO3)n(SrO)m مرحلة رودلسدن-بوبر Ruddlesden-Popper phase) لها هياكل شبكية فائقة الطبقات تجعلها مرشحة واعدة للاستخدام في الأجهزة الحرارية الكهربائية ذات درجات الحرارة العالية. تتمتع هذه المواد بموصلية حرارية منخفضة بشكل عمودي على الطبقات مع الحفاظ على موصلية إلكترونية جيدة داخل الطبقات. يمكن أن تصل قيم ZT الخاصة بهم إلى 2.4 لأغشية SrTiO3 المتراكبة، والاستقرار الحراري المعزز لهذه الأكاسيد، مقارنة بمركبات البزموت عالية ZT التقليدية، يجعلها مواد حرارية كهربائية متفوقة في درجات الحرارة العالية. لقد زاد الاهتمام بالأكاسيد كمواد كهروحرارية في عام 1997 عندما نُشر قدرة حرارية كهربائية عالية نسبيًا لـ NaCo2O4. بالإضافة إلى استقرارها الحراري، فإن من بين المزايا الأخرى للأكاسيد سُميتها المنخفضة ومقاومتها العالية للأكسدة. قد يتطلب التحكم في كل من الأنظمة الكهربائية والفونونية في وقت واحد استخدام مواد نانوية. أظهرت طبقات Ca3Co4O9 قيم ZT تتراوح بين 1.4 و2.7 عند 900 كلفن. إذا كانت الطبقات في مادة معينة لها نفس النسبة، فسيتم تكديسها بحيث لا يتم وضع نفس الذرات فوق بعضها البعض، مما يعيق توصيل الفونون بشكل عمودي على الطبقات. في الآونة الأخيرة، اكتسبت مواد الأكاسيد الكهروحرارية قدرًا كبيرًا من الاهتمام بحيث زاد نطاق المراحل الواعدة بشكل كبير. تشمل الأعضاء الجديدة لهذه العائلة ZnO، و MnO2، وNbO2.

### المواد الحرارية الكهربائية المصنوعة من كبريتيد النحاس المستبدل بالكاتيون
جرى تضمين جميع المتغيرات المذكورة في معادلة رقم الجدارة zT ، والتي يمكن رؤيتها في الجزء العلوي من هذه الصفحة. الهدف من أي تجربة حرارية كهربائية هو جعل معامل القدرة، S2σ ، أكبر مع الحفاظ على موصلية حرارية صغيرة. يرجع ذلك إلى أن الكهرباء يجري إنتاجها من خلال تدرج درجة الحرارة، وبالتالي فإن المواد التي يمكنها تحقيق التوازن الحراري بسرعة كبيرة ليست مفيدة. وُجِد أن المُركبين المفصلين أدناه يتمتعان بخواص حرارية كهربائية عالية الأداء، ويمكن إثبات ذلك من خلال الرقم القياسي المذكور في كل من المخطوطتين المعنيتين.
كوبروكالينينيت Cuprokalininite (CuCr2S4) هو نظير مهيمن من النحاس لمعدن الجوغولدشتاينيت joegoldsteinite. عُثر عليه مؤخرًا داخل الصخور المتحولة في سليوديانكا، وهي جزء من منطقة جنوب بايكال في روسيا، وقد قرر الباحثون أن الكوبروكالينينيت المضاف إليه الأنتيمون (Cu1-xSbxCr2S4 ) يُظهر نتائج واعدة في مجال التقنية المتجددة. التنشيط Doping هو عملية إضافة شوائب بشكل متعمد، وعادة ما يكون ذلك لتعديل الخصائص الكهروكيميائية لمادة البذور. يعمل إدخال الأنتيمون على تعزيز معامل القدرة عن طريق إدخال إلكترونات إضافية، مما يزيد من معامل سيبيك، S ، ويقلل من العزم المغناطيسي (مدى احتمالية محاذاة الجسيمات مع المجال المغناطيسي)؛ كما أنه يشوه البنية البلورية، مما يقلل من الموصلية الحرارية، κ . تمكن خان وآخرون (2017) من اكتشاف الكمية المثلى لمحتوى الأنتيمون (x=0.3) في النحاس والكالسيوم من أجل تطوير جهاز بقيمة ZT تبلغ 0.43.
البورنيت (Cu5FeS4) هو معدن كبريتيدي سمي على اسم عالم معادن نمساوي، على الرغم من أنه أكثر شيوعًا من الكوبروكالينينيت المذكور أعلاه. وُجِد أن خام هذا المعدن أظهر أداءً حراريًا كهربائيًا محسّنًا بعد إجراء تبادل الكاتيون مع الحديد. تبادل الكاتيون هو عملية إحاطة البلورة الأم بمجمع إلكتروليت، بحيث يمكن تبديل الكاتيونات (الأيونات المشحونة إيجابيا) داخل الهيكل بتلك الموجودة في المحلول دون التأثير على الشبكة الفرعية للأنيون (شبكة البلورات المشحونة سلبًا). ما تبقى لدينا هو بلورات ذات تركيبة مختلفة، ولكنها تتمتع بإطار متطابق. بهذه الطريقة، أمكن منح العلماء سيطرة مورفولوجية شديدة وتوحيدًا عند إنشاء هياكل غير متجانسة معقدة. أما لماذا كان يُعتقد أنه يحسن قيمة ZT، فإن آليات تبادل الكاتيون غالبًا ما تؤدي إلى عيوب بلورية، مما يتسبب في تشتت الفونونات (ببساطة، جزيئات الحرارة). وفقًا لصيغة ديباي-كالاواي، وهو نموذج يستخدم لتحديد الموصلية الحرارية للشبكة، κL ، فإن السلوك غير المتناغم للغاية بسبب تشتت الفونون يؤدي إلى مقاومة حرارية كبيرة. وبالتالي، فإن كثافة العيب الأكبر تؤدي إلى انخفاض التوصيل الحراري للشبكة، مما يجعل الرقم أكبر. وفي الختام، أفاد لونج وآخرون أن نقص النحاس الأكبر أدى إلى زيادة تصل إلى 88% في قيمة ZT، بحد أقصى 0.79.
يمكن أن يختلف تكوين الأجهزة الحرارية الكهربائية بشكل كبير اعتمادًا على درجة حرارة الحرارة التي يجب أن تحصدها؛ مع الأخذ في الاعتبار حقيقة أن أكثر من 80% من نفايات الصناعة تقع ضمن نطاق 373-575 كلفن، فإن الكالكوجينيدات والأنتيمونيدات أكثر ملاءمة للتحويل الحراري الكهربائي لأنها يمكن أن تستخدم الحرارة في درجات حرارة أقل. لا يعد الكبريت أرخص وأخف الكالكوجينيد فحسب، بل إن الفوائض الحالية قد تشكل تهديدًا للبيئة نظرًا لأنه منتج ثانوي لالتقاط النفط، وبالتالي فإن استهلاك الكبريت يمكن أن يساعد في تخفيف الأضرار المستقبلية. أما بالنسبة للمعدن، فإن النحاس هو جسيم بذرة مثالي لأي نوع من طرق الاستبدال بسبب قدرته العالية على الحركة وحالة الأكسدة المتغيرة، لأنه يمكنه موازنة أو استكمال شحنة الكاتيونات الأكثر صلابة. لذلك، فإن كل من معدن الكوبروكالينيت أو معدن البورنيت قد يكونان من المكونات الحرارية الكهربائية المثالية.

## فهرس
- Rowe، D.M. (2018) [2006]. Thermoelectrics Handbook: Macro to Nano. CRC Press. ISBN:978-1-4200-3890-3.

## روابط خارجية
- نصائح وإرشادات حول تطبيق وحدات TE نسخة محفوظة 2010-03-23 على موقع واي باك مشين.
- معامل سيبيك
- المواد المستخدمة في الأجهزة الحرارية الكهربائية (الفصل الرابع من أطروحة مارتن فاغنر)
- مادة جديدة تحطم الرقم القياسي العالمي في تحويل الحرارة إلى كهرباء